# Dominique Tedeschi
Pour les articles homonymes, voir Tedeschi.
Dominique Tedeschi, née le 17 juin 1953 à Carthage, est une footballeuse française évoluant au poste de milieu de terrain, qui a ensuite été entraîneuse.

## Carrière

### Carrière en club
Dominique Tedeschi évolue de 1972 à 1974 dans le club dordognais de Cours-de-Pile, puis joue de 1974 à 1976 au FCF Bergerac.

### Carrière en sélection
Dominique Tedeschi compte 5 sélections en équipe de France féminine entre 1972 et 1975. 
Elle reçoit sa première sélection en équipe nationale le 24 septembre 1972, en amical contre la Suisse (défaite 5-2). Elle joue son dernier match le 24 mai 1975, en amical contre les Pays-Bas (défaite 1-0).

### Carrière d'entraîneuse
Dominique Tedeschi est au début des années 1980 l'une des trois seules Françaises à détenir un brevet d'État d'entraîneur de football.
Elle est entraîneuse de la VGA Saint-Maur de 1980 à 1987 avant de revenir en 1989 ; elle remporte le Championnat de France à cinq reprises (1983, 1985, 1986, 1987 et 1990).